# Андо Сунсуке
Андо Сунсуке (нар. 10 серпня 1990, Сетаґая) — японський футболіст, що грає на позиції воротаря.

## Клубна кар'єра
З 2009 року захищає кольори команди «Кавасакі Фронтале». 2013 рік провів в оренді у клубі «Сьонан Бельмаре».

## Виступи за збірну
2012 року у складі національної збірної Японії був учасником футбольного турніру на Олімпійських іграх.

## Титули і досягнення
- Джей-ліга
  -  Чемпіон (4): 2017, 2018, 2020, 2021

- Кубок Джей-ліги
  -  Володар (1): 2019

- Кубок Імператора
  -  Володар (2): 2020, 2023

- Суперкубок Японії
  -  Володар (3): 2019, 2021, 2024

Збірні
- Переможець Азійських ігор: 2010